# Liolaemus magellanicus
Liolaemus magellanicus är en ödleart som beskrevs av  Jacques Bernard Hombron och JACQUINOT 1847. Liolaemus magellanicus ingår i släktet Liolaemus och familjen Tropiduridae. Inga underarter finns listade i Catalogue of Life.